# Debbie Reynolds
Pour les articles homonymes, voir Reynolds.
Debbie Reynolds, née Mary Frances Reynolds le 1er avril 1932 à El Paso (Texas) et morte le 28 décembre 2016 à Los Angeles (Californie), est une actrice américaine, également artiste de variétés, femme d’affaires et historienne de cinéma.
Debbie Reynolds entame sa carrière à la MGM après avoir remporté un concours de beauté. Elle fut une collectionneuse célèbre d'objets liés aux grands films du cinéma. Elle est la mère de Todd Fisher et de l'actrice Carrie Fisher.
Elle succombe le 28 décembre 2016 d'un AVC le lendemain de la mort de sa fille, Carrie Fisher, décédée le 27 décembre à la suite d'un arrêt cardiaque.

## Biographie
Elle est la fille d'un charpentier d'El Paso (Texas).

### Carrière

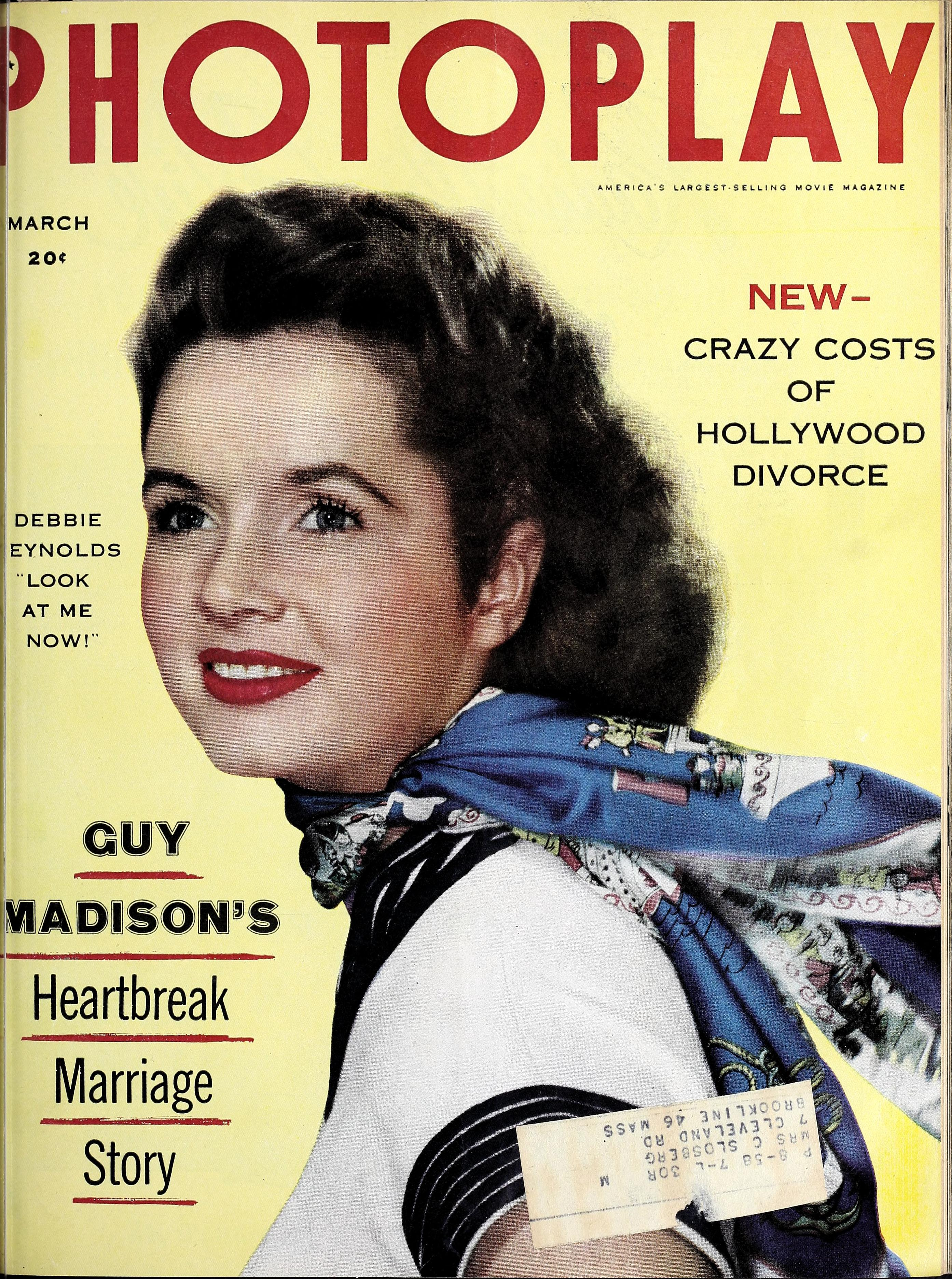
Debbie Reynolds en couverture de Photoplay en mars 1954.

Son premier rôle est celui de Helen Kane dans le film Three Little Words en 1950, pour lequel elle est nommée pour le Golden Globe du meilleur espoir.

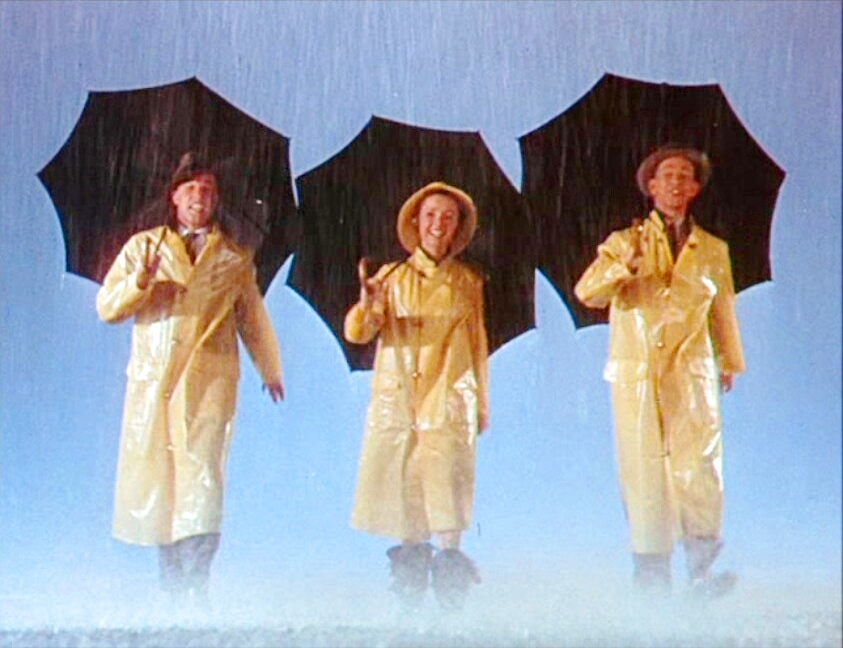
Gene Kelly, Debbie Reynolds et Donald O'Connor dans la bande annonce de Chantons sous la pluie.

En 1952, Gene Kelly dans Chantons sous la pluie l'amène à acquérir le bagage technique qui lui manque : « J'ai pris conscience à ce moment que j'avais à apprendre à danser assez bien pour seulement paraître passable entre Gene Kelly et Donald O'Connor »,. Le film rencontre un immense succès et Debbie est propulsée au rang des grandes vedettes d'Hollywood de l'époque.
D’autres réussites notoires sont à souligner telles que Casanova Junior en 1953 ; Suzanne découche en 1954 ; Le Bébé de Mademoiselle en 1956 avec une nomination pour les Golden Globe ; Le Repas de noces (prix du National Board of Review meilleur espoir féminin remporté en 1956) et Tammy and the Bachelor en 1957 qui la place en première position au hit des chansons.
En 1959, elle enregistre son premier album studio intitulé Debbie.
Elle est vedette dans le film La Conquête de l’Ouest en 1962 et La Reine du Colorado en 1964, la biographie de la célèbre militante Margaret Brown dite « Molly » Brown. En 1965, elle est parmi les quatre sélectionnées pour l'Oscar de la meilleure actrice pour son interprétation dans le rôle de Molly Brown. Parmi les autres films à son palmarès, on peut citer : Dominique, en 1966, où elle joue le personnage de Sœur Ann ; Divorce à l'américaine, en 1966, où elle interprète le personnage de Barbara Harmon ; en 1971, What's the Matter with Helen? dans le rôle de Adelle Bruckner (Stuart) ; Mother, en 1996, qui lui vaut une nomination aux Golden Globe et, enfin, In and Out en 1997.
Debbie Reynolds est également connue pour ses numéros de cabaret. En 1979, elle fonde le « Debbie Reynolds Dance Studio » au nord d’Hollywood, lequel est toujours en activité.

#### Shows télévisés
En 1969, elle est la vedette dans sa propre émission de télévision The Debbie Reynolds Show pour laquelle elle est nommée aux Golden Globe. Elle a aussi été nommée pour un Daytime Emmy Award pour son interprétation dans A Gift of Love et a été primée Primetime Emmy Award de la meilleure actrice invitée dans une série télévisée comique dans le rôle de la mère de Grace « Bobbi Adler » dans la série Will et Grace.
Debbie Reynolds fait aussi des apparitions dans des émissions et joue régulièrement dans plusieurs sitcoms durant les années 1990.

#### Broadway

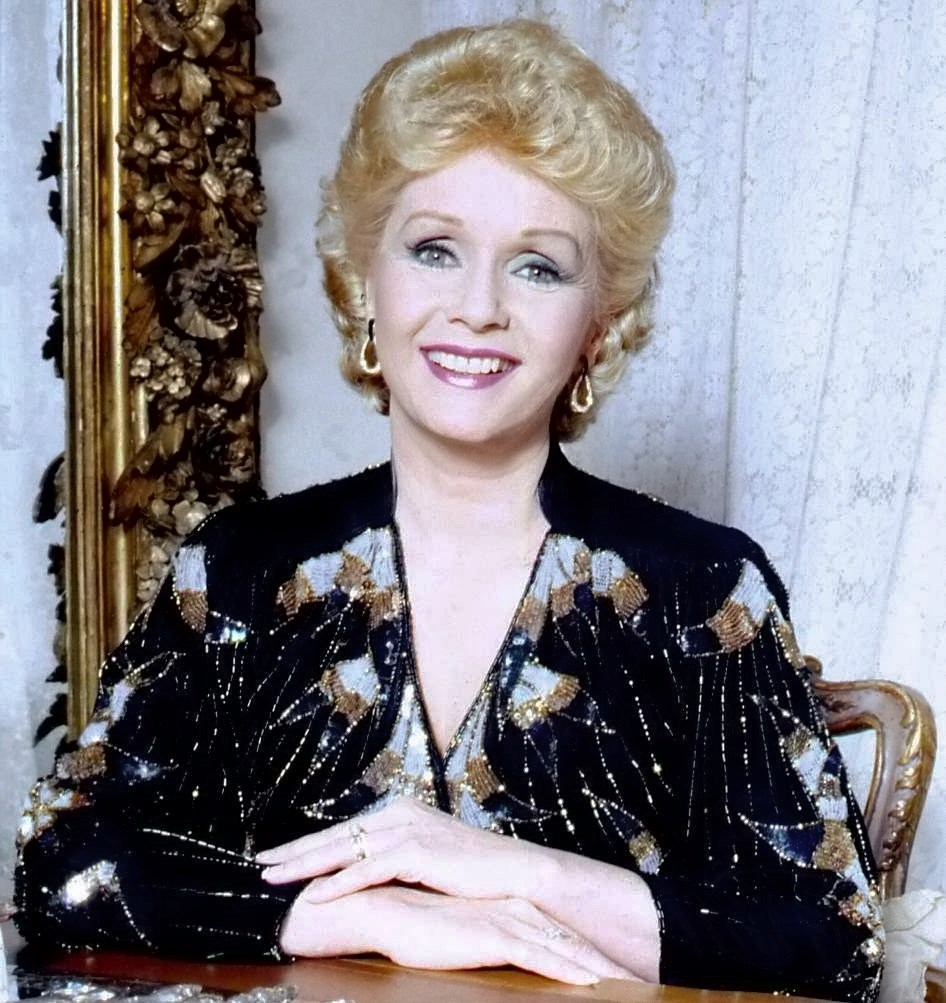
Debbie Reynolds en 1987 à Los Angeles.

En 1973, Debbie Reynolds est vedette à Broadway dans la comédie musicale Irene (en). Elle est nommée aux Tony Awards pour la meilleure actrice dans une comédie musicale.

### Famille, vie privée

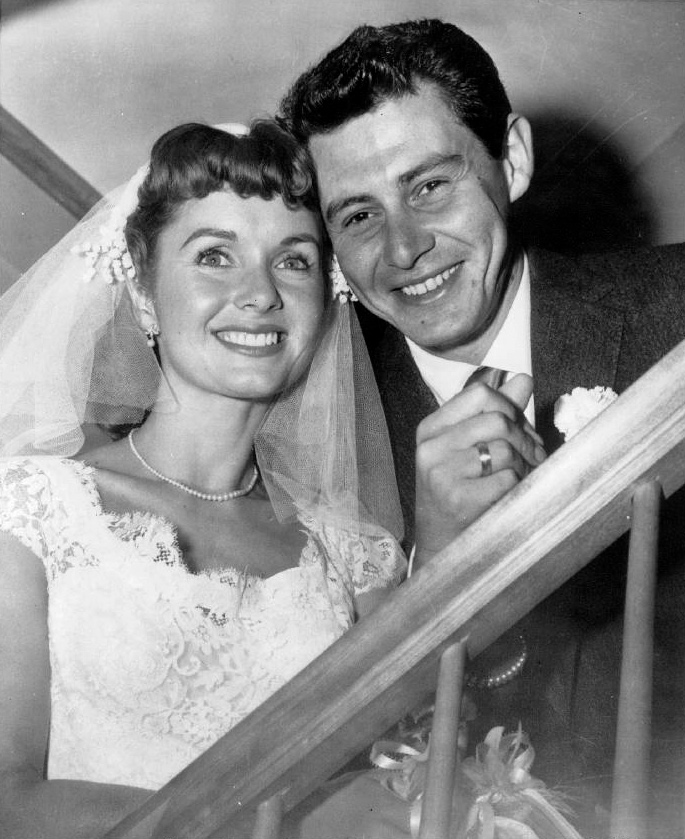
Debbie Reynolds et Eddie Fisher à l'occasion de leur mariage.

Debbie Reynolds fait la connaissance d’Eddie Fisher qu’elle épouse le 18 septembre 1955. Ils ont deux enfants : Todd et Carrie (la future Princesse Leia de Star Wars).
Debbie Reynolds est la grand-mère de Billie Lourd, la mère de Carrie Fisher et la belle-mère de l'agent artistique Bryan Lourd.
Durant sa carrière de cinéma, elle enregistre des chansons et fait un succès discographique, dans le film Tammy and the Bachelor, avec la chanson Tammy en 1958. Elle est d’ailleurs présélectionnée pour l'Oscar de la meilleure chanson originale.
Debbie divorce d'Eddie en 1959 (celui-ci ne tarde pas à épouser Elizabeth Taylor). Elle épouse en 1960 Harry Karl, riche industriel de la chaussure, mais qui dilapide l’essentiel de la fortune de sa femme — ils divorcent en 1973. Puis elle se marie en 1984 avec Richard Hamlett — ils divorcent en 1996.

### Dernières années

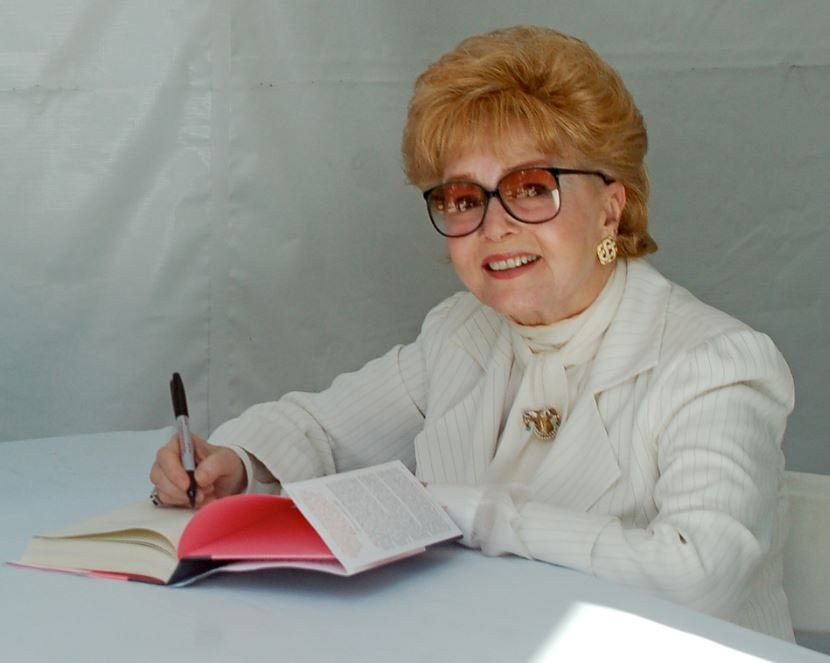
Debbie Reynolds au LA Festival of Books en 2013.

En 1972, l’actrice crée le Hollywood Motion Picture Museum, un musée consacré à Hollywood, dans lequel elle a rassemblé des milliers de costumes, affiches, autographes.

#### Déclin
De fil en aiguille, elle fait des apparitions dans les sitcoms, des téléfilms et quelques films sans grand succès.
Elle finit par avoir des difficultés financières et est contrainte d’organiser une vente aux enchères et de vendre plus de trois mille cinq cents costumes ainsi que de nombreux documents de sa collection. La vente se tient le 18 juin 2011 ; entre autres est vendue, pour 4,6 millions de dollars, la célèbre robe blanche portée par Marilyn Monroe dans la mythique scène de la bouche d'aération de métro du film Sept Ans de réflexion. Une seconde vente a lieu en décembre 2011.

#### Mort
Le 28 décembre 2016, le lendemain de la mort de sa fille Carrie Fisher (qui a succombé à une crise cardiaque), Debbie Reynolds est transportée aux urgences du centre médical Cedars-Sinaï pour un AVC. Elle meurt quelques heures plus tard à l'âge de 84 ans.
Debbie Reynolds est inhumée le 5 janvier 2017 avec sa fille au cimetière Forest Lawn d'Hollywood Hills, à Los Angeles. Un hommage public est organisé le 25 mars 2017, après que ses proches se sont recueillis en privé.

## Filmographie

### Cinéma
- 1948 : La Mariée du dimanche (June Bride) de Bretaigne Windust : Une amie de Boo au mariage (non crédité)
- 1950 : Les Filles à papa (The Daughter of Rosie O'Grady) de David Butler : Maureen O'Grady
- 1950 : Trois Petits Mots (Three Little Words) de Richard Thorpe : Helen Kane
- 1950 : Les Heures tendres (Two Weeks with Love) de Roy Rowland : Melba Robinson
- 1951 : Laisse-moi t'aimer (Mr. Imperium), de Don Hartman : Gwen
- 1952 : Chantons sous la pluie (Singin' in the Rain) de Stanley Donen : Kathy Selden
- 1953 : Cupidon photographe (I Love Melvin) de Don Weis : Judy LeRoy
- 1953 : Casanova Junior (The Affairs of Dobie Gillis) de Don Weis : Pansy Hammer
- 1954 : Donnez-lui une chance (Give a Girl a Break) de Stanley Donen : Suzie Doolittle
- 1954 : Suzanne découche (Susan Slept Here) de Frank Tashlin : Susan Landis
- 1954 : Athena de Richard Thorpe : Minerva Mulvain
- 1955 : La Fille de l'amiral (Hit the Deck) de Roy Rowland : Carol Pace
- 1955 : Le Tendre Piège (The Tender Trap) de Charles Walters : Julie Gillis
- 1956 : Meet Me in Las Vegas de Roy Rowland : caméo
- 1956 : Le Repas de noces (The Catered affair) de Richard Brooks : Jane Hurley
- 1956 : Le Bébé de Mademoiselle (Bundle of Joy) de Norman Taurog: Polly Parish
- 1957 : Tammy and the Bachelor de Joseph Pevney : Tambey Tyree (Tammy)
- 1958 : Le Démon de midi (This Happy Feeling) de Blake Edwards : Janet Blake
- 1959 : Comment dénicher un mari (The Mating Game), de George Marshall : Mariette Larkin
- 1959 : L'Habit ne fait pas le moine (Say One for Me) de Frank Tashlin : Holly LeMaise
- 1959 : Tout commença par un baiser (It Started with a Kiss) de George Marshall : Maggie Putnam
- 1959 : Un mort récalcitrant (The Gazebo) de George Marshall : Nell Nash
- 1960 : Les Pièges de Broadway (The Rat Race) de Robert Mulligan : Peggy Brown
- 1960 : Pepe de George Sidney : caméo
- 1961 : Mon séducteur de père (The Pleasure of His Company) de George Seaton : Jessica Anne Poole
- 1961 : La Farfelue de l'Arizona (The Second Time Around) de Vincent Sherman : Lucretia Rogers
- 1962 : La Conquête de l'Ouest (How the West Was Won) : Lilith Prescott (Lily)
- 1963 : Mary, Mary de Mervyn LeRoy : Mary McKellaway
- 1963 : Mes six amours et mon chien (My Six Loves) de Gower Champion : Janice Courtney
- 1964 : La Reine du Colorado (The Unsinkable Molly) de Charles Walters : Molly Brown
- 1964 : Au revoir, Charlie (Goodbye Charlie) de Vincent Minnelli : Charlie Sorel réincarné / Virginia Mason
- 1966 : Dominique (The Singing Nun) de Henry Koster : sœur Ann
- 1967 : Divorce à l'américaine (Divorce American Style) de Bud Yorkin : Barbara Harmon
- 1968 : Adorablement vôtre (How Sweet It Is!) de Jerry Paris : Jenny Henderson
- 1971 : What's the Matter with Helen? de Curtis Harrington : Adelle Bruckner (Stuart)
- 1973 : Le Petit Monde de Charlotte : Charlotte A. Cavatica (voix)
- 1989 : Kiki la petite sorcière : Grand-mère (voix)
- 1992 : The Bodyguard de Mick Jackson : elle-même
- 1993 : Entre ciel et terre (Heaven & Earth) de Oliver Stone : Eugenia
- 1996 : Mother d'Albert Brooks : Beatrice Henderson
- 1997 : In and Out (In & Out) de Frank Oz : Berniece Brackett
- 1998 : Zack and Reba de Nicole Bettauer : Beulah Blanton
- 2004 : Connie et Carla : Elle-même
- 2012 : Recherche Bad Boys désespérément (One for the Money) de Julie Anne Robinson  : Grandma Mazur

### Télévision
- 1969-1970 : The Debbie Reynolds Show (série télévisée) : Debbie Thompson
- 1980 et 1983 : La croisière s'amuse (The Love Boat) (série télévisée) : Sheila Evans / Doris
- 1981 : Aloha Paradise (série télévisée) : Sydney Chase
- 1982 : Alice (série télévisée) : Felicia Blake
- 1983 : Jennifer Slept Here (série télévisée) : Alice Farrell
- 1986 : Hôtel (série télévisée) : Barbara Farrell
- 1987 : Sadie and Son (téléfilm) : Sadie
- 1989 : Perry Mason: The Case of the Musical Murder (téléfilm) : Amanda Cody
- 1991 : Les Craquantes (série télévisée) : Truby Steele
- 1992 : Battling for Baby (téléfilm) : Helen
- 1994 : Wings (série télévisée) : Deedee Chappel
- 1997 : Roseanne (série télévisée) : Audrey Conner
- 1998 : Les Sorcières d'Halloween (téléfilm) : Aggie Cromwell
- 1998 : The Christmas Wish (téléfilm) : Ruth
- 1999 : Le Don de l'amour (A Gift of Love: The Daniel Huffman Story) (téléfilm) : Shirlee Allison
- 1999, 2002, 2003, 2005 et 2006 : Will et Grace (série télévisée) : Bobbi Adler
- 2000 : Virtual Mom (téléfilm) : Gwen
- 2001 : Les Anges du bonheur (Touched by an Angel) (série télévisée) : Betty Poplovich
- 2001 : Drôles de retrouvailles (These Old Broads) (téléfilm) : Piper Grayson
- 2001 : Les Sorcières d'Halloween 2 (téléfilm) : Aggie Cromwell
- 2002 : Les Razmoket (Rugrats) (série télévisée) : Lulu Pickles (voix)
- 2003-2007 : Kim Possible (série télévisée) : Nana Possible (voix)
- 2004 : Les Sorcières d'Halloween 3 (téléfilm) : Aggie Cromwell
- 2006 : Les Sorcières d'Halloween 4 (téléfilm) : Aggie Cromwell
- 2008 : Les Griffin (série télévisée) : Mme Wilson (voix)
- 2013 : Ma vie avec Liberace (Behind the Candelabra) de Steven Soderbergh : Frances

### Récompenses
- Screen Actors Guild Awards 2015 : Life Achievement Award
- Oscars du cinéma 2015 : Jean Hersholt Humanitarian Award

## Voix françaises
- Arlette Thomas (*1927 - 2015) dans :
  - Tout commença par un baiser
  - Comment dénicher un mari
  - La Farfelue de l'Arizona
  - La Conquête de l'Ouest (voix parlée)
  - Au revoir, Charlie
  - La Reine du Colorado
  - Hôtel (série télévisée)

- Régine Blaess dans :
  - La croisière s'amuse (série télévisée)
  - Les Sorcières d'Halloween (téléfilm)
  - Les Sorcières d'Halloween 2 (téléfilm)
  - Les Sorcières d'Halloween 3 (téléfilm)
  - Les Sorcières d'Halloween 4 (téléfilm)

- Lucie Dolène (*1931 - 2020) dans :
  - Chantons sous la pluie (voix chantée)
  - La Conquête de l'Ouest (voix chantée)
  - Will et Grace (série télévisée)

- Michèle Bardollet dans :
  - Les Pièges de Broadway
  - Mon séducteur de père
  - Recherche Bad Boys désespérément

Mais aussi :
- Nicole Riche (*1925 - 1990) dans Chantons sous la pluie (voix parlée)
- Martine Sarcey (*1928 - 2010) dans Drôles de retrouvailles (téléfilm)
- Perrette Pradier (*1938 - 2013) dans Le Petit Monde de Charlotte (voix)
- Claude Chantal (*1933 - 2016) dans Mother
- Marion Game (*1938 - 2023) dans In & Out
- Denise Metmer dans Ma vie avec Liberace (téléfilm)
- Jane Val (*1930 - 2006) dans Les Razmoket (série télévisée, voix)

## Publications
- Debbie: My Life (« Debbie : ma vie ») 1988
- Unsinkable: A Memoir (« Insubmersible: Mémoires »)[11] 2013